# Cea de-a doua pată
Cea de-a doua pată (în engleză The Adventure of the Second Stain) este una dintre cele 56 povestiri scurte cu Sherlock Holmes ale lui Sir Arthur Conan Doyle și a treisprezecea (și ultima) povestire din volumul Întoarcerea lui Sherlock Holmes.
Povestirea a fost publicată în revista Strand Magazine din decembrie 1904, cu ilustrații de Sidney Paget, apoi în volumul "Întoarcerea lui Sherlock Holmes" (în engleză The Return of Sherlock Holmes) editat la 7 martie 1905 de George Newnes Ltd din Anglia. Doyle a clasificat "Cea de-a doua pată" pe locul VIII din cele 12 povestiri favorite cu Sherlock Holmes.

## Rezumat

### Misterul inițial

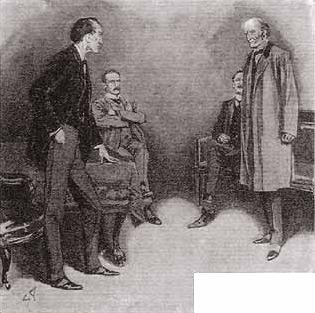
Holmes şi Watson faţă în faţă cu lordul Bellinger şi cu Trelawney Hope.

Într-o dimineață, Sherlock Holmes este vizitat în apartamentul său din Baker Street de lordul Bellinger și de Trelawney Hope, primul fiind Prim-ministru al Marii Britanii, iar cel de-al doilea secretar de stat (ministru) pentru afaceri europene. Cei doi oameni politici fac apel la talentul lui Holmes pentru a rezolva o afacere de stat de mare importanță. Cu șase zile mai înainte, Trelawney Hope primise o scrisoare de la un potentat străin, al cărui conținut trebuia să rămână strict secret, iar publicarea sa ar putea duce la tensiuni politice internaționale majore, chiar și la un război. Această scrisoare îi fusese furată în seara trecută dintr-o cutie cu acte închisă ermetic, care se afla în camera sa. Holmes trebuie să recupereze scrisoarea înainte ca aceasta să fie publicată de un stat străin care dorea să apară tensiuni politice internaționale.

### Rezolvare
După mărturia lui Trelawney Hope, scrisoarea nu a putut fi furată decât între orele 19,30 (oră la care Hope și-a părăsit camera pentru a merge să ia cina) și 23,30 (oră la care soția sa, Hilda, a revenit de la teatru și soții s-au retras în cameră). Hope afirmă că servitorii săi sunt demni de încredere și nu știau de existența acestei scrisori, la fel ca și soția sa, Hilda. Existența scrisorii nu era cunoscută decât membrilor consiliului de miniștri. 
Holmes se gândește că acest tip de infracțiune îndrăzneață nu putea fi săvârșită decât de unul dintre trei agenți internaționali aflați pe teritoriul Angliei și anume Oberstein, La Rothiere și Eduardo Lucas. În ziarul de dimineață, Watson citește însă că Eduardo Lucas a fost asasinat în noaptea trecută la domiciliul său de pe strada Godolphin din Westminster, lângă Whitehall. Pare evident pentru Holmes că există o legătură între moartea lui Lucas și dispariția prețiosului document. Înainte de a se duce la domiciliul lui Lucas, Holmes primește vizita lady-ei Hilda Hope, soția lui Trelawney Hope. Aceasta este neliniștită de panica soțului ei și îi cere lui Holmes să-i dezvăluie conținutul scrisorii dispărute, ceea ce detectivul refuză. Lady Hope nu insistă. 

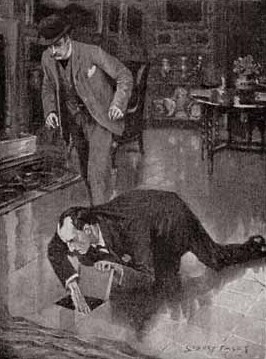
Holmes, descoperind o ascunzătoare sub covor.

Timp de trei zile, Holmes cercetează intens această afacere, dar nu descoperă nimic. La început, poliția l-a arestat pe Mitton, valetul lui Lucas, dar acesta este eliberat în curând deoarec avea un alibi solid. În a patra zi, poliția franceză află că Eduardo Lucas folosea o identitate dublă, fiind cunoscut în Franța ca Henri Fournaye. Sub această identitate, se căsătorise cu o femeie creolă impulsivă. Aceasta fusese văzută la Londra în seara crimei, en train de guetter devant la fenêtre de l'appartement de son mari. În aceeași zi, inspectorul Lestrade îl cheamă pe Holmes la locul crimei și-i aduce la cunoștință un lucru straniu descoperit în apartamentul lui Lucas. Corpul spionului fusese găsit pe covor plin de sânge, sub corpul său formându-se o pată groasă de sânge. Deși pata de sânge era atât pe față, cât și pe dedesubtul covorului, pe parchet nu era nicio urmă de sânge. Ridicând covorul, anchetatorii au remarcat că pata de pe parchet, care trebuia să se afle chiar sub pata de pe covor, se găsea într-un alt loc de pe parchet. Holmes înțelege imediat că covorul fusese deplasat recent față de poziția sa din seara crimei. Trimițându-l pe Lestrade să-l interogheze pe polițistul de pază, Holmes ridică covorul și inspectează plăcile de parchet de sub acesta, descoperind o ascunzătoare secretă goală, unde se aflase probabil scrisoarea furată lui Trelawney Hope. Agentul de poliție recunoaște în fața lui Lestrade că în seara anterioară venise o femeie tânără și respectabilă care greșise adresa. Aceasta fusese curioasă să vadă locul crimei, iar agentul se oferise galant să-i arate. Odată ajunsă în cameră și văzând pata de sânge, aceasta a leșinat, iar polițistul s-a dus să-i aducă un pahar de coniac. La întoarcerea sa, femeia dispăruse. Holmes îi arată agentului o fotografie a lady-ei Hilda Hope, iar agentul o recunoaște ca fiind femeia din seara anterioară.
Holmes se duce apoi la Hilda Hope, iar aceasta sfârșește prin a recunoaște că deține scrisoarea cei-i fusese furată soțului ei, pe care o recuperase de sub covorul lui Eduardo Lucas. Hilda Hope îi explică atunci lui Holmes întreaga afacere. Eduardo Lucas intrase în posesia unei scrisori de amor scrisă de Hilda Hope unui alt bărbat, înainte de a se căsători cu Trelawney Hope. Lucas a șantajat-o pe Hilda Hope: aceasta trebuia să-i predea faimoasa scrisoare închisă în cutia cu acte a soțului ei în schimbul scrisorii compromițătoare pentru Lady Hilda. Soția ministrului pentru afaceri europene a acționat după cum i-a sugerat șantajistul, făcând o copie după cheie și luându-i apoi scrisoarea (al cărui conținut nu-l cunoștea) din cutie, după care a pretextat că se duce la teatru pentru a se întâlni cu Eduardo Lucas, la locuința acestuia. 
După schimbul de scrisori, soția creolă a lui Lucas a intrat intempestiv în apartamentul spionului, iar acesta a fost silit de împrejurări să o pună într-o ascunzătoare de sub covor. Doamna Fournaye aflase că soțul ei ducea o viață dublă la Londra și îl urmărise toată ziua, văzând-o pe Hilda Hope intrând în casa soțului ei. Crezând că aceasta din urmă era metresa soțului ei, doamna Fournaye s-a repezit asupra lui Eduardo Lucas pentru a-l ucide, iar Hilda Hope a fugit. Câteva zile mai târziu, ea a revenit pentru a recupera scrisoarea care fusese ascunsă de Lucas sub covor. Holmes se hotărăște s-o ajute pe Lady Hope, punând la loc scrisoarea în cutia cu acte a lui Trelawney Hope. Imediat după ce ministrul sosește, detectivul îi spune că toate faptele conduc la ipoteza că scrisoarea nu părăsise niciodată cutia cu acte. Nu prea convins, secretarul pentru afaceri europene verifică cutia cu acte și descoperă cu mirare că scrisoarea este acolo. Primul ministru este mai greu de convins și-i cere lămuriri lui Holmes, dar detectivul răspunde că are și el "secrete diplomatice".

## Personaje
- Sherlock Holmes
- doctorul Watson
- Lordul Bellinger - prim-ministrul Marii Britanii
- Trelawney Hope - secretar de stat (ministru) pentru afaceri europene
- Eduardo Lucas - tenor amator, în vârstă de 34 ani, agent secret (spion) internațional
- Lady Hilda Hope - fiica cea mai mică a ducelui de Belminster și soția ministrului Trelawney Hope
- doamna Fournaye - soția creolă a lui Henri Fournaye (alias Eduardo Lucas) de la Paris
- Lestrade - inspector la Scotland Yard

## Comentarii
Acest caz a fost menționat anterior în povestirea "Tratatul naval", scrisă cu 11 ani mai înainte, în 1893. În acea povestire, Watson afirmă că acest caz are "o așa importanță și implică multe familii de prim rang din regat că mulți ani de acum încolo va fi imposibil să o public". Pe de altă parte, Watson se referă acolo la "Monsieur Dubuque de la poliția din Paris și Fritz von Waldbaum, bine-cunoscutul specialist din Danzig, și-au irosit ambii energiile cu ceea ce s-au dovedit a fi probleme neînsemnate", care nu apar în versiunea publicată a povestirii. În My Dear Holmes, o biografie a lui Holmes scrisă de Gavin Brend, Brend afirmă că menționarea lor sugerează că ar putea fi o a doua aventură cu o "a doua pată".
O referință în aceeași povestire clarifică faptul că acțiunea din "Cea de-a doua pată" se petrece în iulie 1888. 
Guvernul britanic nu a avut niciodată o poziție de "Secretar pentru Afaceri Europene", iar postul ocupat de Trelawney Hope este în mod clar cel de ministru de externe. Evident, Conan Doyle a folosit un termen fictiv deoarece ministrul de externe al acelui timp (Henry Petty-Fitzmaurice, Al 5-lea Marchiz de Lansdowne) ar fi putut avea obiecții față de reprezentarea mai puțin măgulitoare a omologului său fictiv și mai ales a soției omologului fictiv și a vieții lor conjugale. 
Watson menționează că, după retragerea definitivă a lui Holmes, detectivul ceruse să nu-i mai fie publicate anchetele desfășurate, și i-a permis lui Watson să publice această povestire deoarece doctorul "promisese" cititorilor, în "Tratatul naval", că o va publica.
Un spion numit Oberstein apare în această povestire și în "Planurile Bruce-Partington" (clasificat iarăși ca unul dintre cei mai importanți trei agenți străini din Londra), a cărei acțiune se desfășoară cu șapte ani mai târziu.
Expresia Lady Hilda este folosită în romanul Crimă pe terenul de golf (1923) a Agathei Christie, când un personaj acționează în mod asemănător cu scopul de a fura un cuțit. 

### Situația internațională
Situația internațională care formează fundalul indispensabil al acestei povestiri pare a fi mai degrabă cel din 1904 când a fost scrisă, decât cel din 1888 când se presupune că se petrece acțiunea - de exemplu, un timp de escaladări rapide a tensiunilor dintre blocurile militare concurente: "Întreaga Europa este un câmp de luptă. Există două alianțe cu puteri egale pe plan militar. Marea Britanie deține supremația. În cazul în care Marea Britanie este împinsă în război cu o alianță militară, ea va asigura supremația celeilalte alianțe, indiferent dacă ar intra în război sau nu."
De fapt, la scurt timp după ce a fost scrisă această povestire, Marea Britanie s-a alăturat Antantei și, astfel, s-a aliat cu Franța și Rusia împotriva Triplei Alianțe (formate din Germania, Austro-Ungaria și Italia). Cu toate acestea, războiul real a arătat că cele două alianțe erau egale din punct de vedere militar, iar Marea Britanie se angajase deja în război, iar statul care a decis rezultatul în cele din urmă a fost Statele Unite ale Americii.
Nenumitul "potentat străin" - care a fost "deranjat de unele evoluții recente din colonii" ale Marii Britanii și care, fără consultarea miniștrilor săi, a scris o notă personală nediplomatică și provocatoare către guvernul britanic - este foarte probabil împăratul Wilhelm al II-lea al Germaniei. Comportamentul ficțional care îi este atribuit în această povestire a anticipat îndeaproape comportamentul său efectiv de după un an mai târziu, când a fost într-adevăr "deranjat de unele evoluții recente din colonii" (în acest caz, din colonia franceză a Marocului) și a făcut declarații provocatoare care au precipitat Prima Criză Marocană.
În povestire, premierul britanic ia în calcul posibilitatea ca Marea Britanie să fie implicată într-"un mare război" - un termen care se va transforma un deceniu mai târziu în "Marele Război", un nume frecvent utilizate pentru ceea ce este cunoscut acum ca Primul Război Mondial. Prim ministrul ficțional estimează că un astfel de mare război "ar însemna cheltuieli de mii de milioane de [lire] și viața a sute de mii de oameni" - cifre de coșmar pentru cititorii din încă pașnica Mare Britanie din 1904, dar o subestimare mare a prețurilor în bani și în vieți omenești pe care războiul real l-a reprezentat. Numărul de morți al Marii Britanii în Primul Război Mondial {cu excepția Australiei, Canadei, Terranovei și Noii Zeelande} este de 885.138 (militari) + 109.000 (civili) = 994.138, plus 1.663.435 de militari răniți.

## Influențe ulterioare
În povestire, Lady Hilda, pretinzând că este curioasă, l-a păcălit pe polițist pentru a-i arăta locul crimei. Ea mimează apoi un leșin, iar, în timp ce polițistul s-a dus să-i aducă un pic de coniac, ea fură scrisoarea. În romanul Crimă pe terenul de golf (1923) de Agatha Christie, Dulcie Duveen folosește un truc identic cu căpitanul Hastings, în scopul de a fura un pumnal.

## Adaptări teatrale și cinematografice
Această povestire a servit ca sursă de inspirație pentru al optsprezecelea film cu Sherlock Holmes (filmat în 1922) din seria de filme mute cu Eille Norwood.
Povestirea "Cea de-a doua pată" a fost adaptată în 1968 pentru un episod (episodul 13) al serialului TV Sherlock Holmes (realizat de BBC) cu actorii Peter Cushing și Nigel Stock. 
O nouă adaptare a fost realizată în 1986 pentru serialul de televiziune "Sherlock Holmes" realizat de Granada Television cu Jeremy Brett în rolul principal.  Acest episod este al patrulea al celui de-al treilea sezon. Această versiune este destul de fidelă textului original, cu excepția faptului că Holmes pune la loc scrisoarea în cutia cu acte a ministrului de externe în timp ce Hope își verifică documentele împreună cu primul-ministru.

## Traduceri în limba română
- Documentul secret - în volumul "Diamantul coroanei; Documentul secret" (Ed. Transilvania, Sibiu, 1991) - traducere de Nicolo Della-Pupa
- Cea de-a doua pată - în volumul "Aventurile lui Sherlock Holmes. Vol. III" (Colecția Adevărul, București, 2010) - traducere de Silvia Stan
- Cea de-a doua pată - în volumul "Aventurile lui Sherlock Holmes. Vol. III" (Colecția Adevărul, București, 2011) - traducere de Silvia Stan